# Villa Volta
Die Villa Volta ist ein Mad House, welches 1996 in dem niederländischen Freizeitpark De Efteling erbaut wurde. Villa Volta ist das erste moderne Mad House der Welt.

## Entstehungsgeschichte
Die rund 4,5 Millionen Euro teure Attraktion entstand in Zusammenarbeit mit der niederländischen Firma Vekoma, die das Konzept der historischen Hexenschaukeln, die es schon seit Ende des 19. Jahrhunderts gibt, mit moderner Technik umsetzte.
Für die Thematisierung der Attraktion waren der damalige Creative Director Ton van de Ven und sein Team zuständig. Die Musik der Attraktion komponierte Ruud Bos, der schon für die Themenfahrten Carnaval Festival, Fata Morgana und Droomvlucht mit Efteling zusammengearbeitet hatten.

## Inhaltliche Grundlage
Die Attraktion erzählt die Geschichte des gealterten Räubers Hugo van de Loonse Duinen, der als Strafe für seine Missetaten als Mitglied und Anführer der Räuberbande De Bokkerijders von einer Fee verflucht wird. Seitdem spukt es in seinem Haus.
Die Bokkenrijders, im Deutschen Bockreiter genannt, gab es im 18. Jahrhundert tatsächlich.

## Aufbau der Attraktion
Die Villa Volta gliedert sich in drei Teile: die Hauptshow und zwei Vorshows. In den Vorshows wird dem Besucher die Geschichte nähergebracht. Im ersten Raum geschieht dies mittels eines Hörspiels, in dem Dorfbewohner zu hören sind, die über die gefürchtete Räuberbande sprechen. In der zweiten Vorshow begegnen die Besucher der Hauptfigur Hugo persönlich; er erzählt ihnen, in Form einer Animatronic, wie es zu seiner Verfluchung gekommen ist.
Die eigentliche "Fahrt", die dann als letzter Teil folgt, dauert 2 Minuten und 43 Sekunden. Insgesamt dauert das Programm rund 13 Minuten.

## Trivia
- Im zweiten Vorshow-Raum findet sich ein Porträt von Ton van de Ven. Es hängt dort seit seiner Pensionierung im Jahr 2002

- Im Jahr 2010 musste das komplette Antriebssystem der Attraktion ausgewechselt werden[3]

- Im Jahr 2016 veröffentlichte der belgische Hardstyle Dj Pat B ein Lied über die Villa Volta[4]

## Bilder

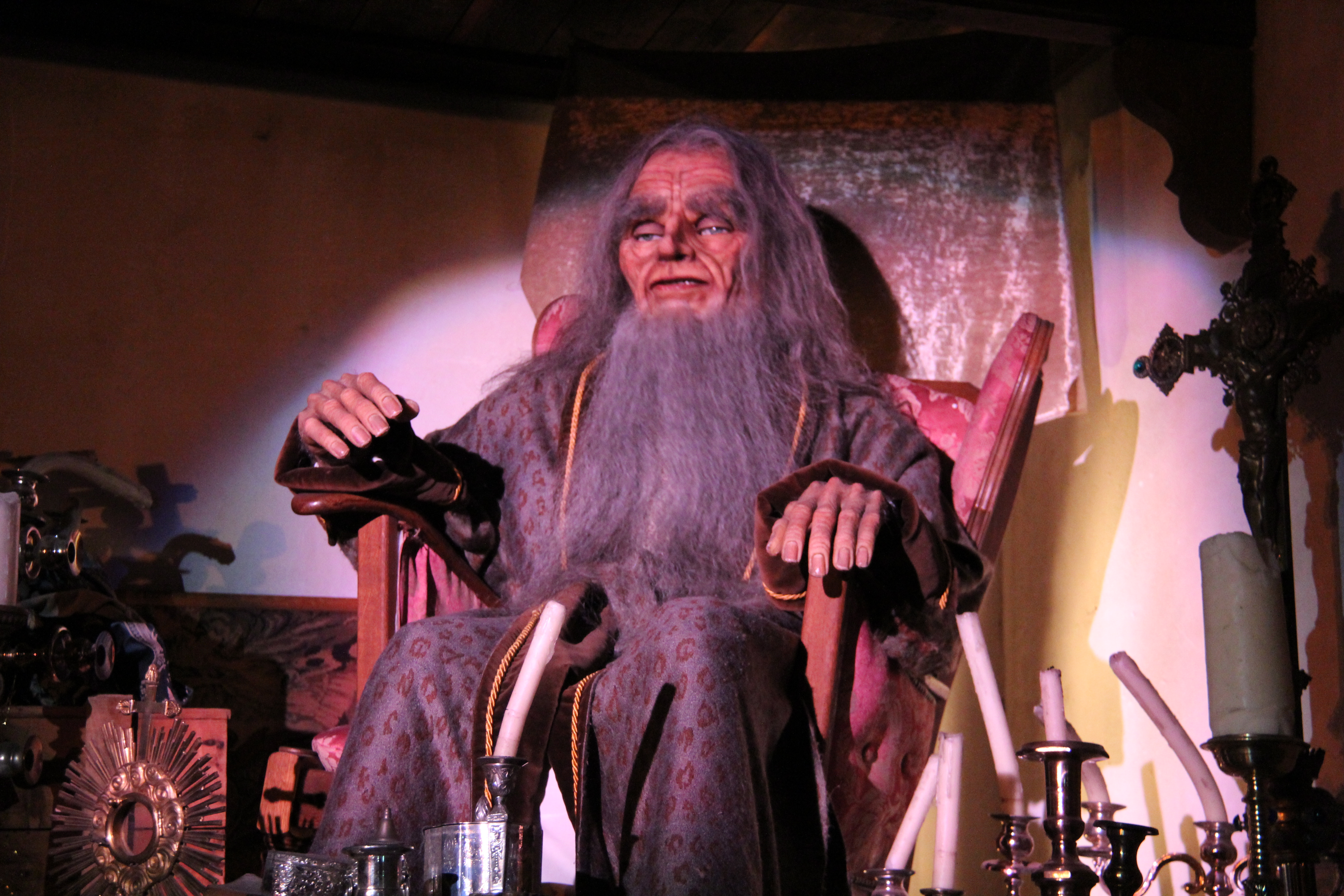
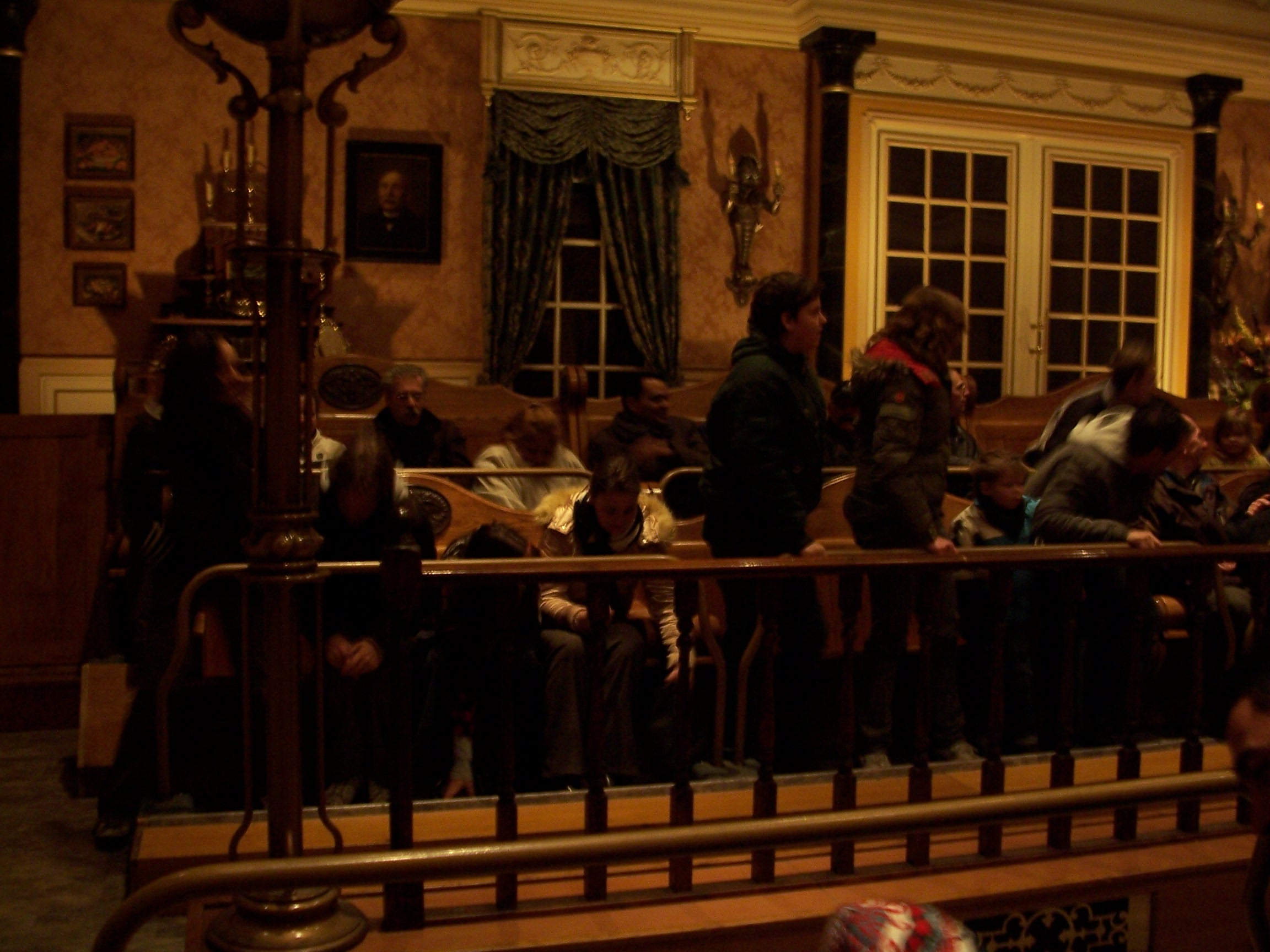
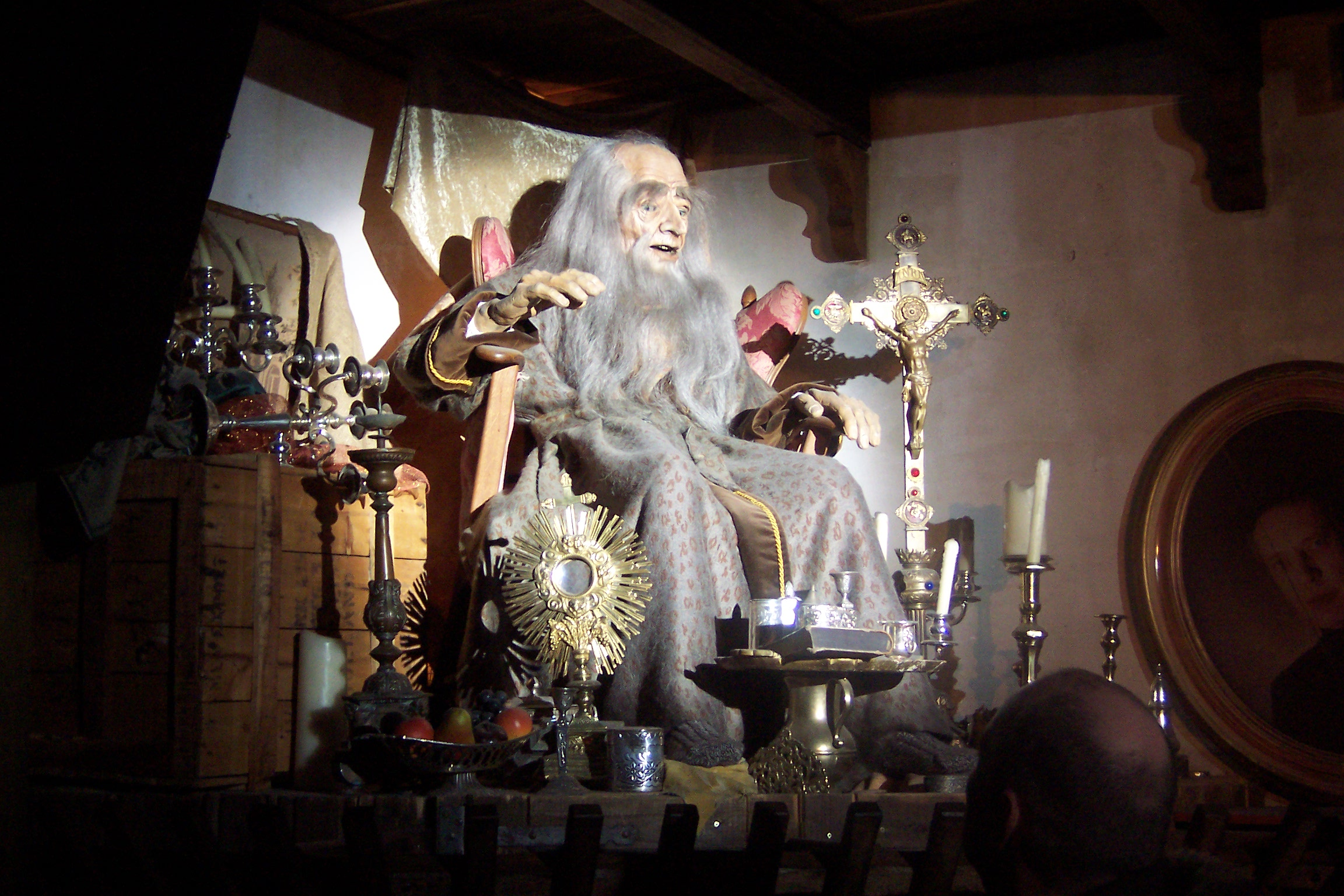
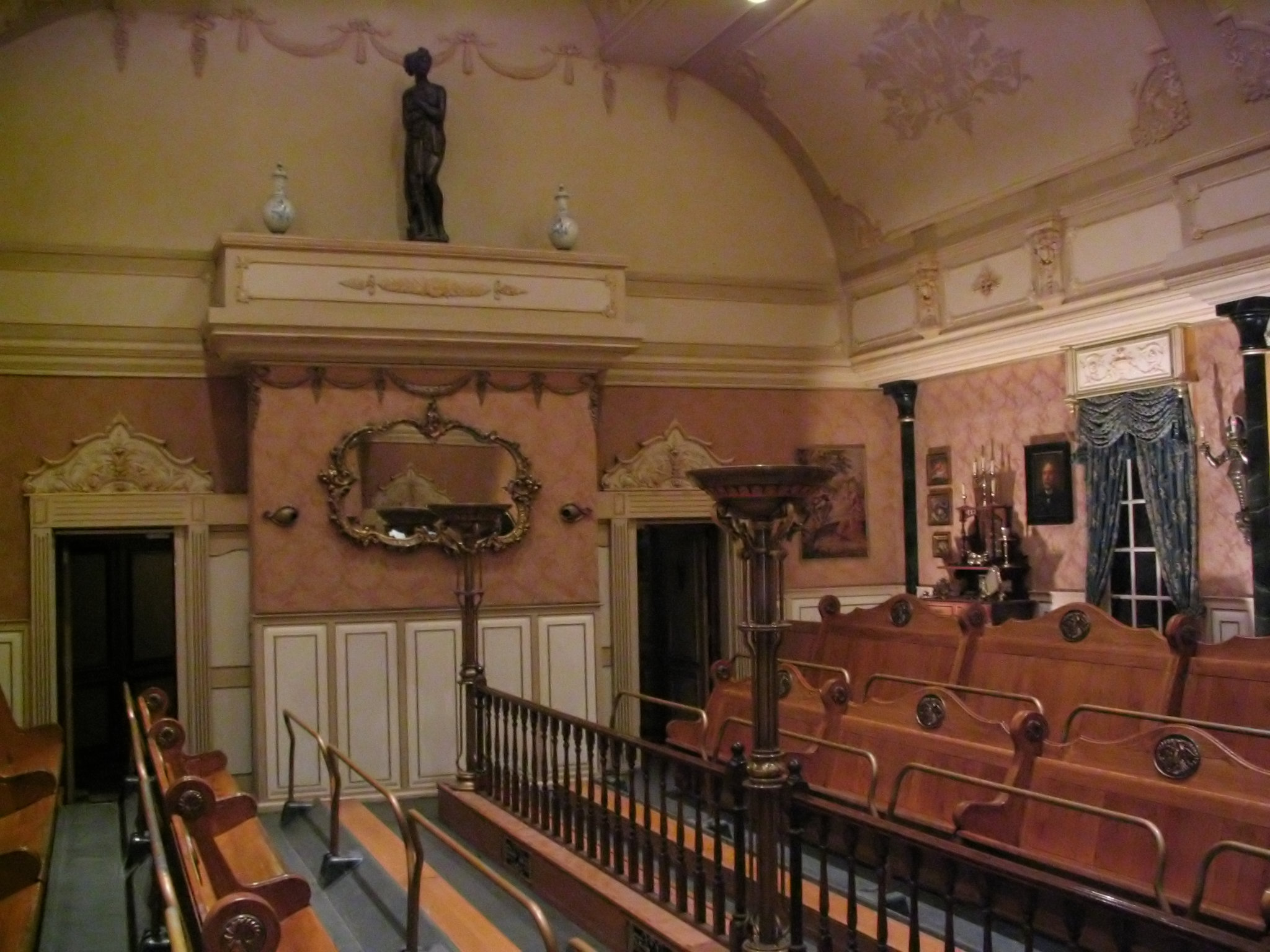
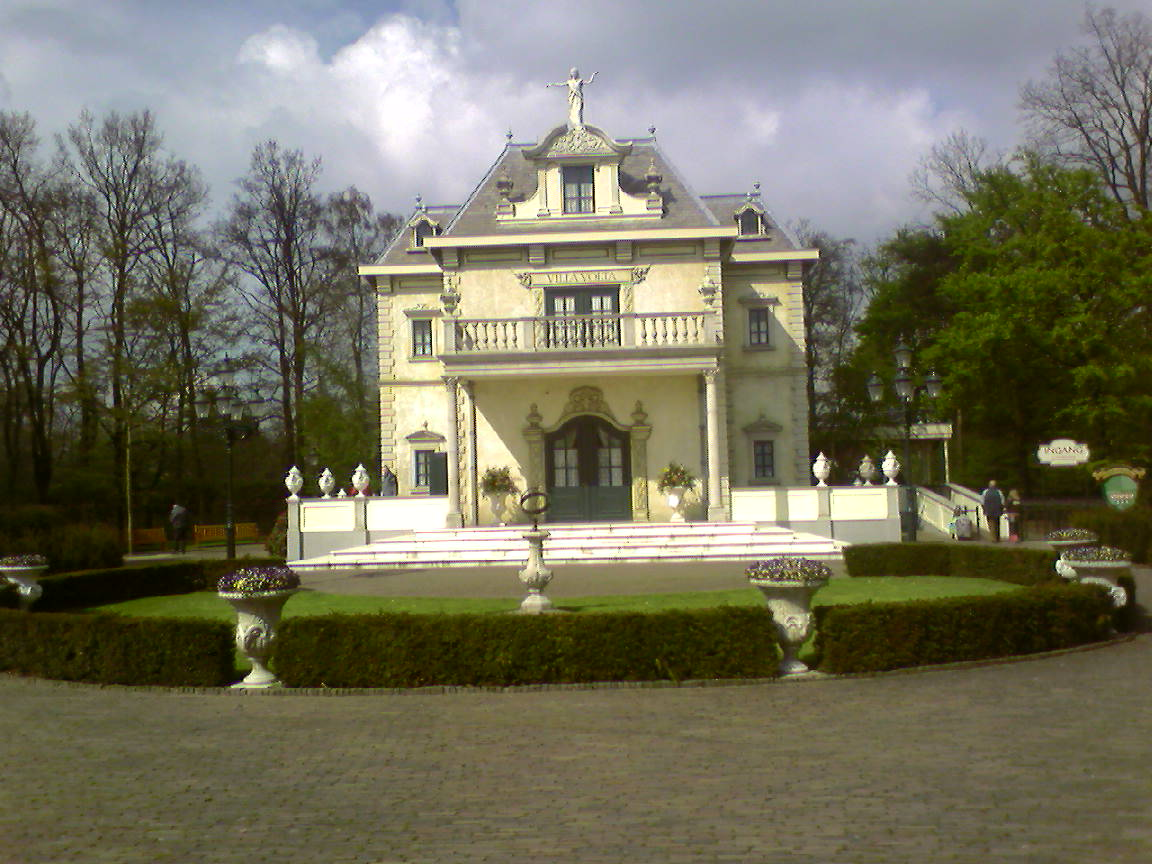

Koordinaten: 51° 39′ 11,5″ N, 5° 2′ 50,7″ O